# 대동맥활
대동맥활(aortic arch, arch of the aorta, transverse aortic arch) 또는 대동맥궁(大動脈弓)은 오름대동맥과 내림대동맥 사이에 위치하는 대동맥의 일부이다. 대동맥활은 뒤쪽으로 주행하여 기관의 왼쪽에 이른다.

## 구조
대동맥은 허파동맥줄기와 심실유출로 뒤쪽, 오른쪽의 둘째와 셋째 복장갈비관절 위쪽 경계 높이에서 시작한다. 오른심방귀가 대동맥에 겹쳐져 있다. 오름대동맥과 허파동맥줄기의 처음 몇 cm는 같은 심장막 덮개에 싸여 있다. 오름대동맥은 처음에는 위로 주행하다가 허파동맥줄기, 오른허파동맥, 오른쪽 주기관지를 감고 오른쪽 둘째 갈비연골 뒤에 놓인다. 오른쪽 폐와 복장뼈는 이 지점에서 대동맥 앞쪽에 위치한다. 그 후 대동맥은 기관의 앞쪽에서 뒤쪽, 왼쪽으로 주행하여 왼쪽 주기관지와 왼허파동맥을 감고 T4 척추뼈몸통 왼쪽 측면에 도달한다. 기관, 식도, 가슴림프관 등도 T4 척추뼈몸통과 떨어져서 대동맥 왼쪽에 놓여 있다. 대동맥활은 아래쪽으로는 동맥관인대와 연결되며, 위쪽에서는 세 개의 주된 가지들을 낸다. T4 척추뼈몸통보다 아래에서는 내림대동맥으로 계속된다.:214
대동맥활의 위쪽 면에서 세 개의 주된 가지들이 갈라져 나간다. 첫 번째 가지이자 가장 큰 가지는 팔머리동맥으로, 다른 두 가지들보다 오른쪽에 있고 살짝 앞에 있다. 복장뼈자루 뒤쪽에서 팔머리정맥이 갈라져 나온다. 다음으로 왼온목동맥은 팔머리동맥 왼쪽에서 갈라져 나오고 기관의 왼쪽에서 위세로칸을 올라간다. 마지막으로 왼빗장밑동맥은 왼온목동맥보다 왼쪽에서 갈라지며 왼온목동맥과 마찬가지로 위세로칸 안의 기관 왼쪽에서 위로 올라간다.:216 왼빗장밑동맥 대신 왼쪽 척추동맥이 대동맥활에서 나누어지는 해부학적 변이가 존재할 수 있다.
대동맥활은 두 개의 굽이(curvatures)를 형성한다. 하나는 위로 볼록하며 다른 하나는 왼앞쪽으로 볼록하다. 대동맥활의 위쪽 경계는 복장뼈자루 위쪽 경계로부터 약 2.5cm 아래에 위치한다. 위쪽 굽이의 혈류는 주로 심장보다 위쪽인 머리, 목, 팔 등으로 이어진다.
심장에서 나온 대동맥의 뿌리 부분 직경은 최대 40mm 정도이다. 오름대동맥의 직경은 35–38mm보다 작아야 하며, 대동맥활은 직경이 30mm 정도이다. 내림대동맥의 직경은 25mm를 넘어서는 안된다.
대동맥활은 가슴세로칸 안에 놓여 있다.
세포 수준에서 대동맥과 대동맥활은 세 층으로 이루어져 있다. 혈관속막은 내강을 둘러싸고 있으며 단층편평상피세포로 구성되어 있다. 혈관중간막은 평활근 세포와 탄성섬유로 이루어져 있고, 혈관바깥막은 성긴 콜라겐 섬유가 주 성분이다. 대동맥활에는 압력수용성 신경 말단이 분포하며 이를 통해 대동맥활은 혈관 벽의 이완을 감지하고, 바뀐 혈압을 보상하기 위해 심박수를 변화시키도록 유도한다.

### 발달
대동맥활은 오름대동맥과 내림대동맥 사이를 연결하는 부분으로, 대동맥활의 중간 부분은 발생 초기에 왼쪽 넷째 대동맥활이 발달하여 형성된다.
동맥관은 태아기에는 대동맥활의 아래쪽 부분으로 연결되어 있다. 이 동맥관이 연결되어 있어 우심실에서 나온 혈액은 발달 중에는 폐혈관을 우회할 수 있다.
대동맥활의 마지막 부분은 대동맥잘룩(aortic isthmus) 또는 대동맥협부라고 한다. 태아기 대동맥잘룩에서 대동맥활은 좁아지며 따라서 혈류도 적어진다. 심장의 좌심실은 발달이 지속되면 크기가 커지고, 결국 대동맥잘룩은 정상 크기까지 넓어진다. 이 과정이 일어나지 않으면 대동맥 협착(축착)의 원인이 된다. 동맥관은 태아기에는 대동맥활 마지막 부분으로 이어지며 이후 퇴화하여 동맥관인대로 남는다.

### 변이
대동맥활에서 갈라져 나오는 동맥 가지의 양상에는 세 개의 흔한 변이가 있다. 대략 75%의 사람들은 위에서 서술된 것과 같은 정상적인 양상을 보인다. 반면 왼온목동맥이 대동맥활이 아니라 팔머리동맥에서 갈라져 나오는 변이가 있다. 다른 변이로는 팔머리동맥과 왼온목동맥이 시작하는 부분을 공유하는 경우가 있다. 이 변이는 약 20%에서 관찰된다. 세 번째 변이로는 팔머리동맥이 왼온목동맥, 오른온목동맥, 오른빗장밑동맥의 세 동맥으로 나누어질 수 있다. 이 변이는 7% 정도에서 발견되는 것으로 추정된다. 드문 경우로서 맨아래갑상동맥이 팔머리동맥이 아닌 대동맥활에서 갈라져 나올 수 있다.

## 임상적 중요성
대동맥 융기(aortic knob)는 PA 흉부 X선에서 나타나는 대동맥활의 주된 음영이다.
대동맥고정술은 기관을 열린 채로 유지하기 위해 대동맥활을 복장뼈에 고정시키는 외과적 처치이다.
대동맥잘룩은 대동맥활에서 상대적으로 고정된 부분이다. 따라서 전단력과 외상에 취약하며, 이로 인해 대동맥잘룩 부분이 찢어져 대량 출혈로 이어질 수 있다.

## 추가 이미지

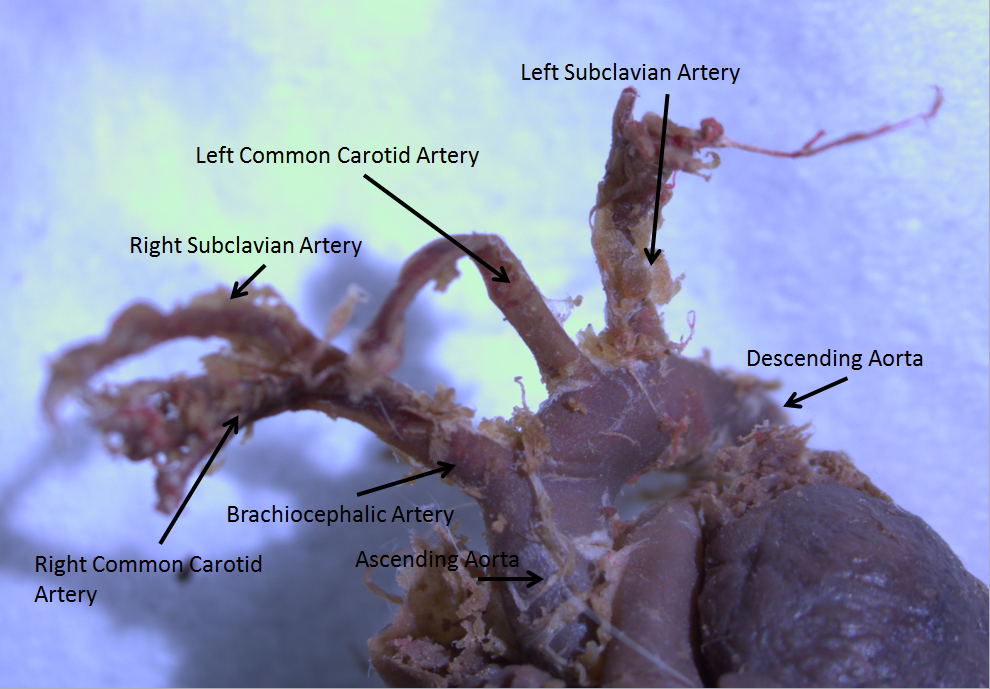
애급쥐(Rattus rattus)의 대동맥활과 가지들.
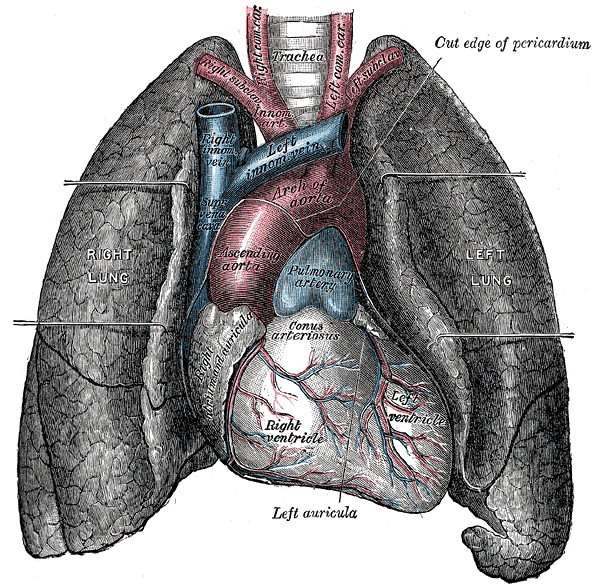
그림의 아래쪽에 대동맥활이 심장에서 시작하여 양쪽의 폐 사이에 있는 것이 보인다.
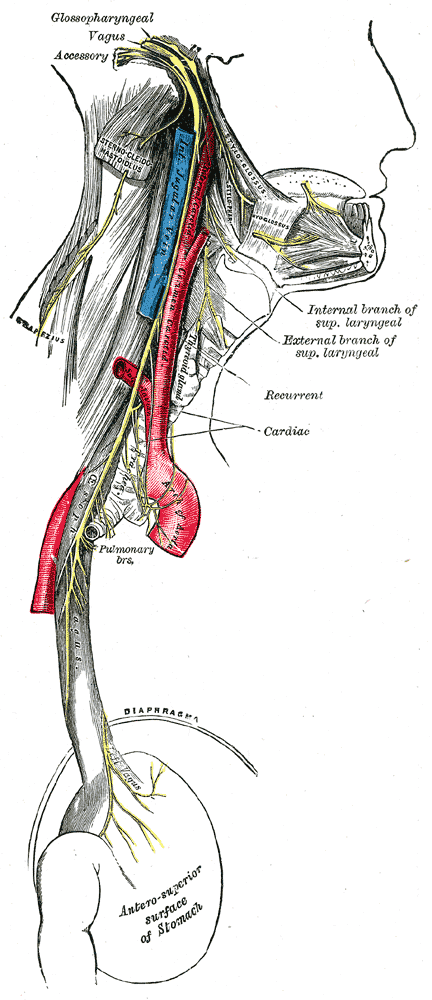
미주신경의 가지인 되돌이후두신경은 대동맥활 아래로 지나간다.

## 참고 문헌
이 문서는 현재 퍼블릭 도메인에 속하는 그레이 해부학 제20판(1918) page 547의 내용을 기초로 작성된 글이 포함되어 있습니다.
1. ↑  대한의협 의학용어 사전, 대한해부학회 의학용어 사전 https://www.kmle.co.kr/search.php?Search=aortic+arch&EbookTerminology=YES&DictAll=YES&DictAbbreviationAll=YES&DictDefAll=YES&DictNownuri=YES&DictWordNet=YES
2. 1 2 3 4  Ryan, Stephanie (2011). 〈Chapter 3〉. 《Anatomy for diagnostic imaging》 Thi판. Elsevier Ltd. 141-143쪽. ISBN 9780702029714.
3. ↑  S. Standring. 《Gray's Anatomy The Anatomical Basis Of Clinical Practice, 40th Edition》. Elsevier Health Sciences UK.
4. 1 2  Kulkarni, Neeta V. (2006). 《Clinical anatomy for students : problem solving approach》. New Delhi: Jaypee Bros. Medical Publishers. 211쪽. ISBN 978-8180617348.
5. ↑  Singh, Inderbir (2011). 《Textbook of anatomy》 5판. New Delhi: Jaypee Brothers Medical Publishers. 465쪽. ISBN 978-9350253823.
6. ↑  Drake, Richard L.; Vogl, Wayne; Tibbitts, Adam W.M. Mitchell; illustrations by Richard; Richardson, Paul (2005). 《Gray's anatomy for students》. Philadelphia: Elsevier/Churchill Livingstone. ISBN 978-0-8089-2306-0.
7. ↑  Mao, SS; Ahmadi, N; Shah, B; Beckmann, D; Chen, A; Ngo, L; Flores, FR; Gao, YL; Budoff, MJ (2008). “Normal thoracic aorta diameter on cardiac computed tomography in healthy asymptomatic adults: impact of age and gender”. 《Acad Radiol》 15 (7): 827–34. doi:10.1016/j.acra.2008.02.001. PMC 2577848. PMID 18572117.
8. ↑  Wolak, A; Gransar, H; Thomson, LE; Friedman, JD; Hachamovitch, R; Gutstein, A; Shaw, LJ; Polk, D; Wong, ND; Saouaf, R; Hayes, SW; Rozanski, A; Slomka, PJ; Germano, G; Berman, DS (2008). “Aortic size assessment by noncontrast cardiac computed tomography: normal limits by age, gender, and body surface area”. 《JACC Cardiovasc Imaging》 1 (2): 200–9. doi:10.1016/j.jcmg.2007.11.005. PMID 19356429.
9. ↑  “The Cardiovascular System (Blood Vessels)”. 《www2.highlands.edu》. 2018년 5월 3일에 원본 문서에서 보존된 문서. 2017년 4월 22일에 확인함.
10. ↑  webmaster@studentconsult.com. “Printed from STUDENT CONSULT: Berne and Levy Physiology 6E - The Online Medical Library for Students plus USMLE Steps 123 (ver. 2.9)”. 《users.atw.hu》. 2017년 4월 22일에 확인함.
11. ↑  Bamforth, Simon D.; Chaudhry, Bill; Bennett, Michael; Wilson, Robert; Mohun, Timothy J.; Van Mierop, Lodewyk H.S.; Henderson, Deborah J.; Anderson, Robert H. (2013년 3월 1일). “Clarification of the identity of the mammalian fifth pharyngeal arch artery” (PDF). 《Clinical Anatomy》 (영어) 26 (2): 173–182. doi:10.1002/ca.22101. ISSN 1098-2353. PMID 22623372. S2CID 7927804.
12. ↑  Tynan D, Alphonse J, Henry A, Welsh AW (2016). “The Aortic Isthmus: A Significant yet Underexplored Watershed of the Fetal Circulation”. 《Fetal Diagnosis and Therapy》 40 (2): 81–93. doi:10.1159/000446942. PMID 27379710.
13. 1 2  Rubin, Raphael; Strayer, David S., 편집. (2008). 《Rubin's Pathology: clinicopathologic foundations of medicine》 5판. Philadelphia [u.a.]: Wolters Kluwer/Lippincott Williams & Wilkins. 442쪽. ISBN 978-0-7817-9516-6.
14. ↑  David P. Naidich; W. Richard Webb; Nester L. Muller; Ioannis Vlahos; Glenn A. Krinsky, 편집. (2007). 《Computed tomography and magnetic resonance of the thorax》 4판. Philadelphia: Wolters Kluwer/Lippincott Williams & Wilkins. 100쪽. ISBN 978-0-7817-5765-2.
15. 1 2  Spacek, Miloslav; Veselka, Josef (2012). “Letters to Editor Bovine arch”. 《Archives of Medical Science》 8 (1): 166–167. doi:10.5114/aoms.2012.27297. ISSN 1734-1922. PMC 3309453. PMID 22457691.
16. ↑  Tohno, S.; Tohno, Y.; Matsumoto, H.; Fujimoto, S.; Fujimoto, T.; Futamura, N.; Furuta, K. (1989). “[A case of the thyroidea ima artery arising from the aortic arch]”. 《Kaibogaku Zasshi. Journal of Anatomy》 64 (5): 490–494. ISSN 0022-7722. PMID 2618573.
17. ↑  wrongdiagnosis.com > Aortic knob Citing: Stedman's Medical Spellchecker, 2006 Lippincott Williams & Wilkins.